# Danh sách cầu thủ tham dự Cúp bóng đá nữ châu Á 2018
Đội hình cuối cùng của mỗi quốc gia có bao gồm 23 cầu thủ. Một đội hình sơ bộ gồm 18 tới 50 cầu thủ được gửi lên AFC trước đó.
Vào ngày 29 tháng 3, AFC đã được công bố các đội hình dành cho các đội tuyển của hai bảng.

## Bảng A

### Jordan
Huấn luyện viên trưởng:  Michael Dickey

| Số | VT | Cầu thủ             | Ngày sinh (tuổi)            | Trận | Bàn | Câu lạc bộ           |
| -- | -- | ------------------- | --------------------------- | ---- | --- | -------------------- |
| 1  | TM | Sherin Al-Shalabi   | 3 tháng 6, 1994 (23 tuổi)   |      |     | Shabab Al-Ordon      |
| 2  | HV | Haya Khalil         | 12 tháng 9, 1994 (23 tuổi)  |      |     | Amman Club           |
| 3  | HV | Tala Al-Barghouthi  |                             |      |     | Amman Club           |
| 4  | TV | Luna Al-Masri       | 9 tháng 3, 1994 (24 tuổi)   |      |     | Shabab Al-Ordon      |
| 5  | TĐ | Anfal Al-Sufy       | 14 tháng 10, 1995 (22 tuổi) |      |     | Al-Esteqlal          |
| 6  | TĐ | Razan Al-Zagha      | 23 tháng 3, 1995 (23 tuổi)  |      |     | Amman Club           |
| 7  | HV | Yasmeen Khair       | 27 tháng 6, 1987 (30 tuổi)  |      |     | Shabab Al-Ordon      |
| 8  | TV | Stephanie Al-Naber  | 27 tháng 10, 1988 (29 tuổi) |      |     | Shabab Al-Ordon      |
| 9  | HV | Alia Abu El-Hawa    |                             |      |     | Virginia Tech Hokies |
| 10 | TV | Sarah Abu-Sabbah    | 27 tháng 10, 1999 (18 tuổi) |      |     | Bayer Leverkusen     |
| 11 | TĐ | Maysa Jbarah        | 20 tháng 9, 1989 (28 tuổi)  |      |     | Amman Club           |
| 12 | TM | Salma Ghazal        |                             |      |     | Albion Hurricanes    |
| 13 | TĐ | Lana Feras          | 1 tháng 6, 1998 (19 tuổi)   |      |     | Amman Club           |
| 14 | TĐ | Hannah Al-Kousheh   | 21 tháng 1, 1997 (21 tuổi)  |      |     | PSC                  |
| 15 | TV | Mai Sweilem         | 25 tháng 9, 1995 (22 tuổi)  |      |     | Amman Club           |
| 16 | TV | Shahnaz Jebreen     | 28 tháng 7, 1992 (25 tuổi)  |      |     | Amman Club           |
| 17 | TV | Rouzbahan Fraij     | 7 tháng 4, 2000 (17 tuổi)   |      |     | Shabab Al-Ordon      |
| 18 | HV | Hebah Fakher Elddin | 19 tháng 11, 1990 (27 tuổi) |      |     | Shabab Al-Ordon      |
| 19 | HV | Ayah Al-Majali      | 9 tháng 3, 1992 (26 tuổi)   |      |     | Shabab Al-Ordon      |
| 20 | TV | Shorooq Al-Shadhli  | 6 tháng 1, 1987 (31 tuổi)   |      |     | Shabab Al-Ordon      |
| 21 | HV | Rand Abu-Hussein    | 1 tháng 3, 1997 (21 tuổi)   |      |     | Al-Esteqlal          |
| 22 | TM | Malak Shanak        |                             |      |     | Amman Club           |
| 23 | TV | Tasneem Abu-Rob     | 14 tháng 11, 2000 (17 tuổi) |      |     | Shabab Al-Ordon      |

### Trung Quốc
Huấn luyện viên trưởng:  Sigurður Ragnar Eyjólfsson

| Số | VT | Cầu thủ       | Ngày sinh (tuổi)            | Trận | Bàn | Câu lạc bộ |
| -- | -- | ------------- | --------------------------- | ---- | --- | ---------- |
| 1  | TM | Zhao Lina     | 18 tháng 9, 1991 (26 tuổi)  |      |     | Shanghai   |
| 2  | HV | Liu Shanshan  | 16 tháng 3, 1992 (26 tuổi)  |      |     | Beijing    |
| 3  | HV | Xue Jiao      | 30 tháng 1, 1993 (25 tuổi)  |      |     | Dalian     |
| 4  | HV | Li Danyang    | 8 tháng 4, 1990 (27 tuổi)   |      |     | Dalian     |
| 5  | HV | Wu Haiyan     | 26 tháng 2, 1993 (25 tuổi)  |      |     | Shandong   |
| 6  | HV | Lin Yuping    | 28 tháng 2, 1992 (26 tuổi)  |      |     | Wuhan      |
| 7  | TV | Wang Shuang   | 23 tháng 1, 1995 (23 tuổi)  |      |     | Wuhan      |
| 8  | TV | Ma Jun        | 6 tháng 3, 1989 (29 tuổi)   |      |     | Jiangsu    |
| 9  | TV | Tang Jiali    | 16 tháng 3, 1995 (23 tuổi)  |      |     | Jiangsu    |
| 10 | TV | Li Ying       | 7 tháng 1, 1993 (25 tuổi)   |      |     | Shandong   |
| 11 | TĐ | Wang Shanshan | 27 tháng 1, 1990 (28 tuổi)  |      |     | Dalian     |
| 12 | TM | Peng Shimeng  | 12 tháng 5, 1998 (19 tuổi)  |      |     | Jiangsu    |
| 13 | TV | Lyu Yueyun    | 13 tháng 11, 1995 (22 tuổi) |      |     | Wuhan      |
| 14 | TV | Xu Yanlu      | 16 tháng 9, 1991 (26 tuổi)  |      |     | Jiangsu    |
| 15 | TV | Song Duan     | 2 tháng 8, 1995 (22 tuổi)   |      |     | Dalian     |
| 16 | TV | Yan Jinjin    | 10 tháng 9, 1996 (21 tuổi)  |      |     | Shanghai   |
| 17 | TĐ | Gu Yasha      | 28 tháng 11, 1990 (27 tuổi) |      |     | Beijing    |
| 18 | TV | Han Peng      | 20 tháng 12, 1989 (28 tuổi) |      |     | Changchun  |
| 19 | TV | Tan Ruyin     | 17 tháng 7, 1994 (23 tuổi)  |      |     | Guangdong  |
| 20 | TV | Zhang Rui     | 17 tháng 1, 1989 (29 tuổi)  |      |     | Changchun  |
| 21 | TV | Xiao Yuyi     | 10 tháng 1, 1996 (22 tuổi)  |      |     | Shanghai   |
| 22 | TM | Xu Huan       | 6 tháng 3, 1999 (19 tuổi)   |      |     | Beijing    |
| 23 | TV | Ren Guixin    | 19 tháng 12, 1988 (29 tuổi) |      |     | Changchun  |

### Thái Lan
Đội hình đã được công bố vào ngày 18 tháng 3.
Huấn luyện viên trưởng: Nuengrutai Srathongvian

| Số | VT | Cầu thủ                  | Ngày sinh (tuổi)            | Trận | Bàn | Câu lạc bộ              |
| -- | -- | ------------------------ | --------------------------- | ---- | --- | ----------------------- |
| 1  | TM | Waraporn Boonsing        | 16 tháng 2, 1990 (28 tuổi)  |      |     | BG–CAS                  |
| 2  | HV | Kanjanaporn Saenkhun     | 18 tháng 7, 1996 (21 tuổi)  |      |     | BG–CAS                  |
| 3  | HV | Natthakarn Chinwong      | 15 tháng 3, 1992 (26 tuổi)  |      |     | Chonburi                |
| 4  | HV | Duangnapa Sritala        | 4 tháng 2, 1986 (32 tuổi)   |      |     | Royal Thai Airforce     |
| 5  | HV | Ainon Phancha            | 27 tháng 1, 1992 (26 tuổi)  |      |     | Chonburi                |
| 6  | TV | Pikul Khueanpet          | 20 tháng 9, 1988 (29 tuổi)  |      |     | BG–CAS                  |
| 7  | TV | Silawan Intamee          | 22 tháng 1, 1994 (24 tuổi)  |      |     | Chonburi                |
| 8  | TĐ | Suchawadee Nildhamrong   | 1 tháng 4, 1997 (21 tuổi)   |      |     | California Golden Bears |
| 9  | HV | Warunee Phetwiset        | 13 tháng 12, 1990 (27 tuổi) |      |     | Chonburi                |
| 10 | HV | Sunisa Srangthaisong     | 6 tháng 5, 1988 (29 tuổi)   |      |     | BTU                     |
| 11 | TĐ | Alisa Rukpinij           | 2 tháng 2, 1995 (23 tuổi)   |      |     | Chonburi                |
| 12 | TĐ | Rattikan Thongsombut     | 7 tháng 7, 1991 (26 tuổi)   |      |     | BG–CAS                  |
| 13 | TV | Orathai Srimanee         | 12 tháng 6, 1988 (29 tuổi)  |      |     | BG–CAS                  |
| 14 | TĐ | Saowalak Pengnam         | 30 tháng 11, 1996 (21 tuổi) |      |     | Chonburi                |
| 15 | TV | Nipawan Panyosuk         | 15 tháng 3, 1995 (23 tuổi)  |      |     | Chonburi                |
| 16 | TV | Khwanrudi Saengchan      | 10 tháng 9, 1993 (24 tuổi)  |      |     | BG–CAS                  |
| 17 | TĐ | Taneekarn Dangda         | 15 tháng 12, 1992 (25 tuổi) |      |     | Chonburi                |
| 18 | TM | Sukanya Chor Charoenying | 24 tháng 11, 1987 (30 tuổi) |      |     | Chonburi                |
| 19 | HV | Pitsamai Sornsai         | 19 tháng 1, 1989 (29 tuổi)  |      |     | Chonburi                |
| 20 | TV | Wilaiporn Boothduang     | 25 tháng 6, 1987 (30 tuổi)  |      |     | Royal Thai Airforce     |
| 21 | TĐ | Kanjana Sungngoen        | 21 tháng 9, 1986 (31 tuổi)  |      |     | Chonburi                |
| 22 | TM | Nutruja Mutanawech       | 21 tháng 8, 1996 (21 tuổi)  |      |     | BG–CAS                  |
| 23 | TĐ | Kanyanat Chetthabutr     | 24 tháng 9, 1999 (18 tuổi)  |      |     | Chonburi                |

### Philippines
Huấn luyện viên trưởng:  Rabah Benlarbi
| 0#0 | Vị trí | Cầu thủ              | Ngày sinh và tuổi           | Câu lạc bộ               |
| --- | ------ | -------------------- | --------------------------- | ------------------------ |
| 1   | TM     | Inna Palacios        | 8 tháng 2, 1994 (24 tuổi)   | Chưa được liên kết       |
| 2   | HV     | Claire Lim           | 24 tháng 10, 1996 (21 tuổi) | Chưa được liên kết       |
| 3   | HV     | Alesa Dolino         | 26 tháng 10, 1992 (25 tuổi) | OutKast                  |
| 4   | TV     | Krystal de Ramos     | 16 tháng 3, 1997 (21 tuổi)  | Chưa được liên kết       |
| 5   | HV     | Hali Long            | 21 tháng 1, 1995 (23 tuổi)  | Chưa được liên kết       |
| 6   | HV     | Morgan Brown         | 20 tháng 10, 1995 (22 tuổi) | Chưa được liên kết       |
| 7   | TĐ     | Camille Rodriguez    | 27 tháng 12, 1994 (23 tuổi) | Hiraya                   |
| 8   | TV     | Marisa Park          | 25 tháng 8, 1991 (26 tuổi)  | Chưa được liên kết       |
| 9   | TĐ     | Jesse Shugg          | 2 tháng 5, 1992 (25 tuổi)   | Chưa được liên kết       |
| 10  | TĐ     | Caitlyn Kreutz       | 28 tháng 1, 1997 (21 tuổi)  | Chưa được liên kết       |
| 11  | TV     | Ryley Bugay          | 23 tháng 1, 1996 (22 tuổi)  | Marquette Golden Eagles  |
| 12  | TM     | Kearra Bastes-Jones  |                             | Crescenta Valley SC      |
| 13  | TĐ     | Leah Larot           | 26 tháng 8, 1989 (28 tuổi)  | Chưa được liên kết       |
| 14  | TV     | Sara Castañeda       | 5 tháng 12, 1996 (21 tuổi)  | Chưa được liên kết       |
| 15  | HV     | Alexa Diaz           | 19 tháng 9, 1993 (24 tuổi)  | Chưa được liên kết       |
| 16  | TM     | Stacey Cavill        |                             | Beckenham Angels         |
| 17  | HV     | Calah Simarago       |                             | UC Santa Barbara Gauchos |
| 18  | TV     | Tahnai Annis         | 20 tháng 6, 1989 (28 tuổi)  | Chưa được liên kết       |
| 19  | TV     | Patrice Impelido (c) | 9 tháng 10, 1987 (30 tuổi)  | Hiraya                   |
| 20  | TV     | Quinley Quezada      |                             | UC Riverside Highlanders |
| 21  | TV     | Jessica Miclat       | 8 tháng 10, 1998 (19 tuổi)  | UC Irvine Anteaters      |
| 22  | HV     | Chalise Baysa        | 30 tháng 12, 1980 (37 tuổi) | Olympic Soccer Academy   |
| 23  | TV     | Sarina Bolden        | 30 tháng 6, 1996 (21 tuổi)  | Loyola Marymount Lions   |

## Bảng B

### Nhật Bản
Đội hình đã được công bố vào ngày 19 tháng 3.
Huấn luyện viên trưởng: Takakura Asako

| Số | VT | Cầu thủ          | Ngày sinh (tuổi)            | Trận | Bàn | Câu lạc bộ             |
| -- | -- | ---------------- | --------------------------- | ---- | --- | ---------------------- |
| 1  | TM | Ikeda Sakiko     | 8 tháng 9, 1992 (25 tuổi)   | 10   | 0   | Urawa Red Diamonds     |
| 18 | TM | Yamashita Ayaka  | 29 tháng 9, 1995 (22 tuổi)  | 13   | 0   | NTV Beleza             |
| 21 | TM | Hirao Chika      | 31 tháng 12, 1996 (21 tuổi) | 0    | 0   | Albirex Niigata        |
|    |    |                  |                             |      |     |                        |
| 2  | HV | Utsugi Rumi      | 5 tháng 12, 1988 (29 tuổi)  | 106  | 6   | Seattle Reign          |
| 3  | HV | Sameshima Aya    | 16 tháng 6, 1987 (30 tuổi)  | 88   | 4   | INAC Kobe Leonessa     |
| 4  | HV | Kumagai Saki     | 17 tháng 10, 1990 (27 tuổi) | 93   | 0   | Olympique Lyon         |
| 5  | HV | Ichise Nana      | 4 tháng 8, 1997 (20 tuổi)   | 9    | 0   | Vegalta Sendai         |
| 6  | HV | Ariyoshi Saori   | 1 tháng 11, 1987 (30 tuổi)  | 52   | 1   | NTV Beleza             |
| 17 | HV | Takagi Hikari    | 21 tháng 5, 1993 (24 tuổi)  | 16   | 0   | Nojima Stella Kanagawa |
| 22 | HV | Shimizu Risa     | 15 tháng 6, 1996 (21 tuổi)  | 4    | 0   | NTV Beleza             |
| 23 | HV | Miyake Shiori    | 13 tháng 10, 1995 (22 tuổi) | 8    | 0   | INAC Kobe Leonessa     |
|    |    |                  |                             |      |     |                        |
| 7  | TV | Nakajima Emi     | 27 tháng 9, 1990 (27 tuổi)  | 50   | 10  | INAC Kobe Leonessa     |
| 10 | TV | Sakaguchi Mizuho | 15 tháng 10, 1987 (30 tuổi) | 119  | 28  | NTV Beleza             |
| 12 | TV | Naomoto Hikaru   | 3 tháng 3, 1994 (24 tuổi)   | 16   | 0   | Urawa Red Diamonds     |
| 14 | TV | Hasegawa Yui     | 29 tháng 1, 1997 (21 tuổi)  | 17   | 3   | NTV Beleza             |
| 15 | TV | Nakasato Yu      | 14 tháng 7, 1994 (23 tuổi)  | 7    | 0   | NTV Beleza             |
| 16 | TV | Sumida Rin       | 12 tháng 1, 1996 (22 tuổi)  | 10   | 0   | NTV Beleza             |
| 19 | TV | Masuya Rika      | 14 tháng 9, 1995 (22 tuổi)  | 18   | 3   | INAC Kobe Leonessa     |
|    |    |                  |                             |      |     |                        |
| 8  | TĐ | Iwabuchi Mana    | 18 tháng 3, 1993 (25 tuổi)  | 47   | 13  | INAC Kobe Leonessa     |
| 9  | TĐ | Kawasumi Nahomi  | 23 tháng 9, 1985 (32 tuổi)  | 82   | 20  | Seattle Reign          |
| 11 | TĐ | Tanaka Mina      | 28 tháng 4, 1994 (23 tuổi)  | 24   | 6   | NTV Beleza             |
| 13 | TĐ | Sugasawa Yuika   | 5 tháng 10, 1990 (27 tuổi)  | 45   | 12  | Urawa Red Diamonds     |
| 20 | TĐ | Yokoyama Kumi    | 13 tháng 8, 1993 (24 tuổi)  | 27   | 11  | FFC Frankfurt          |

### Úc
Đội hình đã được công bố vào ngày 19 tháng 3.
Huấn luyện viên trưởng: Alen Stajcic

| Số | VT | Cầu thủ              | Ngày sinh (tuổi)            | Trận | Bàn | Câu lạc bộ         |
| -- | -- | -------------------- | --------------------------- | ---- | --- | ------------------ |
| 1  | TM | Lydia Williams       | 13 tháng 5, 1988 (29 tuổi)  | 65   | 0   | Seattle Reign      |
| 12 | TM | Casey Dumont         | 25 tháng 1, 1992 (26 tuổi)  | 3    | 0   | Melbourne Victory  |
| 18 | TM | Mackenzie Arnold     | 25 tháng 2, 1994 (24 tuổi)  | 17   | 0   | Arna-Bjørnar       |
|    |    |                      |                             |      |     |                    |
| 2  | HV | Caitlin Cooper       | 12 tháng 2, 1988 (30 tuổi)  | 9    | 2   | Sydney             |
| 4  | HV | Clare Polkinghorne   | 1 tháng 2, 1989 (29 tuổi)   | 101  | 8   | Brisbane Roar      |
| 5  | HV | Laura Alleway        | 28 tháng 11, 1989 (28 tuổi) | 52   | 2   | Melbourne Victory  |
| 7  | HV | Steph Catley         | 26 tháng 1, 1994 (24 tuổi)  | 63   | 2   | Seattle Reign      |
| 8  | HV | Elise Kellond-Knight | 10 tháng 8, 1990 (27 tuổi)  | 90   | 1   | Chưa được liên kết |
| 14 | HV | Alanna Kennedy       | 21 tháng 1, 1995 (23 tuổi)  | 63   | 3   | Orlando Pride      |
| 21 | HV | Ellie Carpenter      | 28 tháng 4, 2000 (17 tuổi)  | 16   | 1   | Portland Thorns    |
|    |    |                      |                             |      |     |                    |
| 3  | TV | Aivi Luik            | 18 tháng 3, 1985 (33 tuổi)  | 16   | 0   | Melbourne City     |
| 6  | TV | Chloe Logarzo        | 22 tháng 12, 1994 (23 tuổi) | 24   | 3   | Sydney             |
| 9  | TV | Alex Chidiac         | 15 tháng 1, 1999 (19 tuổi)  | 7    | 0   | Adelaide United    |
| 10 | TV | Emily van Egmond     | 12 tháng 6, 1993 (24 tuổi)  | 69   | 14  | Orlando Pride      |
| 13 | TV | Tameka Butt          | 16 tháng 6, 1991 (26 tuổi)  | 64   | 9   | Klepp              |
| 19 | TV | Katrina Gorry        | 13 tháng 8, 1992 (25 tuổi)  | 63   | 14  | Utah Royals        |
|    |    |                      |                             |      |     |                    |
| 11 | TĐ | Lisa De Vanna        | 14 tháng 11, 1984 (33 tuổi) | 132  | 43  | Sydney             |
| 15 | TĐ | Emily Gielnik        | 13 tháng 5, 1992 (25 tuổi)  | 15   | 4   | Brisbane Roar      |
| 16 | TĐ | Hayley Raso          | 5 tháng 9, 1994 (23 tuổi)   | 22   | 1   | Portland Thorns    |
| 17 | TĐ | Kyah Simon           | 25 tháng 6, 1991 (26 tuổi)  | 78   | 22  | Houston Dash       |
| 20 | TĐ | Sam Kerr             | 10 tháng 9, 1993 (24 tuổi)  | 61   | 21  | Chicago Red Stars  |
| 22 | TĐ | Larissa Crummer      | 10 tháng 1, 1996 (22 tuổi)  | 19   | 3   | Melbourne City     |
| 23 | TĐ | Michelle Heyman      | 4 tháng 7, 1988 (29 tuổi)   | 59   | 20  | Canberra United    |

### Hàn Quốc
Đội hình đã được công bố vào ngày 9 tháng 3.
Huấn luyện viên trưởng: Yoon Deok-Yeo

| Số | VT | Cầu thủ         | Ngày sinh (tuổi)            | Trận | Bàn | Câu lạc bộ            |
| -- | -- | --------------- | --------------------------- | ---- | --- | --------------------- |
| 1  | TM | Yoon Young-Guel | 28 tháng 10, 1987 (30 tuổi) | 5    | 0   | Gyeongju KHNP         |
| 18 | TM | Kang Ga-Ae      | 10 tháng 12, 1990 (27 tuổi) | 9    | 0   | Gumi Sportstoto       |
| 21 | TM | Jung Bo-Ram     | 22 tháng 7, 1991 (26 tuổi)  | 2    | 0   | Hwacheon KSPO         |
|    |    |                 |                             |      |     |                       |
| 2  | HV | Park Cho-Rong   | 20 tháng 2, 1988 (30 tuổi)  | 4    | 0   | Hwacheon KSPO         |
| 3  | HV | Kim Hye-Yeong   | 26 tháng 2, 1995 (23 tuổi)  | 9    | 1   | Gyeongju KHNP         |
| 4  | HV | Kim Do-Yeon     | 7 tháng 12, 1988 (29 tuổi)  | 77   | 1   | Incheon Hyundai Steel |
| 5  | HV | Hong Hye-Ji     | 25 tháng 8, 1996 (21 tuổi)  | 10   | 1   | Changnyeong           |
| 6  | HV | Lim Seon-Joo    | 27 tháng 11, 1990 (27 tuổi) | 65   | 3   | Incheon Hyundai Steel |
| 12 | HV | Jang Sel-Gi     | 31 tháng 5, 1994 (23 tuổi)  | 38   | 8   | Incheon Hyundai Steel |
| 20 | HV | Kim Hye-Ri      | 25 tháng 6, 1990 (27 tuổi)  | 69   | 1   | Incheon Hyundai Steel |
|    |    |                 |                             |      |     |                       |
| 7  | TV | Lee Mi-Na       | 8 tháng 11, 1991 (26 tuổi)  | 41   | 8   | INAC Kobe Leonessa    |
| 8  | TV | Cho So-Hyun     | 24 tháng 6, 1988 (29 tuổi)  | 108  | 17  | Avaldsnes IL          |
| 13 | TV | Lee Young-Ju    | 22 tháng 4, 1992 (25 tuổi)  | 22   | 2   | Incheon Hyundai Steel |
| 15 | TV | Lee So-Dam      | 12 tháng 10, 1994 (23 tuổi) | 43   | 4   | Incheon Hyundai Steel |
| 22 | TV | Jang Chang      | 21 tháng 6, 1996 (21 tuổi)  | 6    | 0   | Đại học Cao Ly        |
| 23 | TV | Choi Ye-Seul    | 24 tháng 12, 1998 (19 tuổi) | 1    | 0   | INAC Kobe Leonessa    |
|    |    |                 |                             |      |     |                       |
| 9  | TĐ | Jeon Ga-Eul     | 14 tháng 9, 1988 (29 tuổi)  | 87   | 35  | Hwacheon KSPO         |
| 10 | TĐ | Ji So-Yun       | 21 tháng 2, 1991 (27 tuổi)  | 99   | 45  | Chelsea               |
| 11 | TĐ | Jung Seol-Bin   | 1 tháng 6, 1990 (27 tuổi)   | 68   | 20  | Incheon Hyundai Steel |
| 14 | TĐ | Choe Yu-Ri      | 16 tháng 9, 1994 (23 tuổi)  | 21   | 4   | Gumi Sportstoto       |
| 16 | TĐ | Han Chae-Rin    | 2 tháng 9, 1996 (21 tuổi)   | 8    | 3   | Incheon Hyundai Steel |
| 17 | TĐ | Lee Geum-Min    | 7 tháng 4, 1994 (23 tuổi)   | 33   | 11  | Gyeongju KHNP         |
| 19 | TĐ | Son Hwa-Yeon    | 15 tháng 3, 1997 (21 tuổi)  | 6    | 2   | Changnyeong           |

### Việt Nam
Đội hình đã được công bố vào ngày 22 tháng 3.
Huấn luyện viên trưởng: Mai Đức Chung

| Số | VT | Cầu thủ               | Ngày sinh (tuổi)            | Trận | Bàn | Câu lạc bộ            |
| -- | -- | --------------------- | --------------------------- | ---- | --- | --------------------- |
| 1  | TM | Đặng Thị Kiều Trinh   | 19 tháng 12, 1985 (32 tuổi) |      |     | Thành phố Hồ Chí Minh |
| 14 | TM | Trần Thị Kim Thanh    | 18 tháng 9, 1993 (24 tuổi)  |      |     | Thành phố Hồ Chí Minh |
| 22 | TM | Khổng Thị Hằng        | 10 tháng 10, 1993 (24 tuổi) |      |     | Than Khoáng Sản       |
|    |    |                       |                             |      |     |                       |
| 2  | HV | Nguyễn Thị Xuyến      | 6 tháng 9, 1997 (20 tuổi)   |      |     | Hà Nội                |
| 3  | HV | Chương Thị Kiều       | 19 tháng 8, 1995 (22 tuổi)  |      |     | Thành phố Hồ Chí Minh |
| 4  | HV | Vũ Thị Thúy           | 8 tháng 8, 1994 (23 tuổi)   |      |     | Hà Nam                |
| 5  | HV | Bùi Thị Như           | 10 tháng 6, 1990 (27 tuổi)  |      |     | Hà Nam                |
| 6  | HV | Bùi Thúy An           | 5 tháng 10, 1990 (27 tuổi)  |      |     | Hà Nội                |
| 15 | HV | Phạm Thị Tươi         |                             |      |     | Hà Nam                |
| 17 | HV | Trần Thị Hồng Nhung   | 28 tháng 10, 1992 (25 tuổi) |      |     | Hà Nam                |
|    |    |                       |                             |      |     |                       |
| 7  | TV | Nguyễn Thị Tuyết Dung | 13 tháng 12, 1993 (24 tuổi) |      |     | Hà Nam                |
| 8  | TV | Nguyễn Thị Liễu       | 18 tháng 9, 1992 (25 tuổi)  |      |     | Hà Nam                |
| 9  | TV | Trần Thị Thùy Trang   | 8 tháng 8, 1988 (29 tuổi)   |      |     | Thành phố Hồ Chí Minh |
| 10 | TV | Thái Thị Thảo         |                             |      |     | Hà Nội                |
| 16 | TV | Nguyễn Thị Bích Thùy  | 1 tháng 5, 1994 (23 tuổi)   |      |     | Thành phố Hồ Chí Minh |
| 18 | TV | Nguyễn Thị Vạn        | 10 tháng 1, 1997 (21 tuổi)  |      |     | Than Khoáng Sản       |
| 20 | TV | Trương Thị Phụng      |                             |      |     | Thành phố Hồ Chí Minh |
| 21 | TV | Trần Thị Phương Thảo  |                             |      |     | Thành phố Hồ Chí Minh |
| 23 | TV | Phạm Hoàng Quỳnh      |                             |      |     | Than Khoáng Sản       |
|    |    |                       |                             |      |     |                       |
| 11 | TĐ | Nguyễn Thị Thúy Hằng  | 19 tháng 11, 1997 (20 tuổi) |      |     | Than Khoáng Sản       |
| 12 | TĐ | Phạm Hải Yến          | 9 tháng 11, 1994 (23 tuổi)  |      |     | Hà Nội                |
| 13 | TĐ | Nguyễn Thị Muôn       | 7 tháng 10, 1988 (29 tuổi)  |      |     | Hà Nội                |
| 19 | TĐ | Huỳnh Như             | 28 tháng 11, 1991 (26 tuổi) |      |     | Thành phố Hồ Chí Minh |